# Пономарьовка (Яйський округ)
Пономарьо́вка (рос. Пономарёвка) — присілок у складі Яйського округу Кемеровської області, Росія.

## Населення
Населення — 18 осіб (2010; 25 у 2002).
Національний склад (станом на 2002 рік):
- росіяни — 88 %